# Wei Yan
En aquest nom xinès, el cognom és Wei (魏).
Wei Yan (?–234) va ser un general de Shu Han durant el període dels Tres Regnes de la història xinesa. Wei Yan fou membre de l'exèrcit de Liu Bei després que Liu Bei capturara Changsha en el 209. En el 211, Wei Yan va ser soldat de Liu Bei en la campanya de la província Yi (益州, actualment Sichuan i Chongqing). El seu talent el va ajudar a convertir-se en un important general de l'exèrcit de Liu Bei en un curt període i més tard va ser nomenat Administrador de Hanzhong (漢中), i Comandant d'Àrea regional l'any 219.
D'acord amb el Registre dels Tres Regnes, Wei Yan era un home molt arrogant i els altres tendien a evitar-lo. Alguns creien que Wei Yan era una persona agressiva, el que era incompatible amb les estratègies i els mètodes de Zhuge Liang, el Canceller de Shu Han. A més, la personalitat de Wei Yan li causà a Yang Yi, un oficial estudiós, el tenir-li por i menyspreu, amb els dos amb prou feines capaços d'evitar els combats entre si. Wei Yan finalment va perdre la seva vida i la seva família a aquest conflicte personal.